# Anen
Anen vagy Aanen ókori egyiptomi főpap, Ámon második prófétája III. Amenhotep idején; Tije királyné testvére, a fáraó sógora.
Juja és Tuja fia volt; anyja koporsóján említik nevét, ő maga egy fennmaradt feliraton sem utal családi kapcsolataira. Tijén kívül még lehetséges, hogy a testvére volt Ay, a későbbi fáraó.
III. Amenhotep uralkodása alatt Anen több fontos pozíciót is betöltött; amellett, hogy Ámon négy prófétája közül a második volt, szem-pap volt Héliopoliszban, valamint Alsó-Egyiptom kancellári pozícióját is betöltötte, és elnyerte az „isteni atya” címet is.
Amenhotep uralkodásának harmadik, utolsó évtizedében Anen helyét Szimut – korábban Ámon negyedik prófétája – veszi át az isten második prófétájaként; Anen feltehetőleg meghalt Amenhotep uralkodásának 30. éve előtt, mivel a jubileumi ünnepségekkel kapcsolatos szövegek nem említik.
Sírja a TT120-as számú thébai sír. Fennmaradt egy szobra, mely ma a torinói Museo Egizióban található (katalógusszám 5484), valamint egy usébtije, mely Hágában van. Sírjában ábrázolják fiát és négy lányát, nevük nem maradt fenn.